# Prognoza pogody (film)
Prognoza pogody – polski film obyczajowy z 1982 r., w reżyserii Antoniego Krauzego i z jego scenariuszem. Adaptacja opowiadania Zdarzenie w miasteczku Marka Nowakowskiego. Film nakręcony jest w części na taśmie czarno-białej, a w części w kolorze. Pierwsza część fimu dziejąca się w domu starców jest czarno-biała, a cała ucieczka ma zdjęcia kolorowe.
Zdjęcia do filmu powstawały jesienią 1981 (zostały przerwane 13 grudnia, zob. stan wojenny w Polsce) i w marcu 1982.  Kręcono je w województwie łódzkim: w Kęblinach i Klęku.

## Fabuła
Akcja filmu toczy się jesienią 1981. Zgromadzone przed telewizorem grono pensjonariuszy domu starców z przerażeniem wysłuchuje katastroficznej prognozy na temat nadchodzącej ciężkiej zimy, której w obliczu aktualnej sytuacji gospodarczej ludzie starsi mogą nie przetrwać. Tej samej nocy dociera transport trumien. Pensjonariusze jako świadkowie wnoszenia mrocznego nabytku, dochodzą do następującego wniosku: kierownictwo domu opieki, nie mogąc zapewnić pensjonariuszom warunków do przeżycia, będzie dążyć być może celowo do zmniejszenia liczby podopiecznych. W związku z tym staruszkowie podejmują decyzję o zbiorowej ucieczce.

## Obsada
- Halina Buyno-Łoza – Pelagia
- Lena Wilczyńska – Ksenia
- Zofia Cegiełkowa – pensjonariuszka
- Barbara Chojecka – pensjonariuszka
- Eugenia Chorecka – pensjonariuszka
- Jerzy Block – pensjonariusz
- Jan Łopuszniak – Jan
- Włodzimierz Kwaskowski – „ziemianin”
- Witold Pyrkosz – kierownik domu starców
- Zbigniew Buczkowski – kelner Tolek
- Janusz Dąbrowski – milicjant
- Edward Rączkowski – Bradziaga

## Nagrody
- 1987 – Antoni Krauze – Grand Prix na MFFA w San Remo